# Jean-Jack Queyranne
Jean-Jack Queyranne (Lione, 2 novembre 1945) è un politico francese, presidente del Consiglio regionale del Rodano-Alpi dal 2 aprile 2004 al 31 dicembre 2015. È stato rieletto presidente il 28 marzo 2010 ma perse le elezioni il 13 dicembre 2015.
È stato rieletto deputato all'Assemblea nazionale il 17 giugno 2007, per la 7 circoscrizione del Rodano. Fa parte del Gruppo Socialista, Radicale, Cittadino e di vari gruppi di sinistra. È stato anche ministro nel governo di Lionel Jospin e consigliere politico di Ségolène Royal..

## Formazione
Laureato in giurisprudenza e lettere, Jean-Jack Queyranne è stato ammesso all'Istituto di studi politici di Lione, dove si è laureato. Ha conseguito un DESS in diritto pubblico e scienze politiche e ulteriormente un dottorato in diritto pubblico.

## Carriera politica
Si dedicò molto presto alla politica. Partecipò alla fondazione del nuovo Partito Socialista nel 1971 e iniziò la sua carriera politica al fianco di Charles Hernu, per il quale lavorò presso il municipio di Villeurbanne e poi come supplente all'Assemblea nazionale.
Alle elezioni regionali del 2015, perse al secondo turno contro Laurent Wauquiez con il 36,84% dei voti contro il 40,61%.